# Dvorovoj
Dvorovoj je bil pri vzhodnih Slovanih duh dvorišča. Njegovo ime izvira iz korena slovanske besede za dvorišče (*dvor-). Tako Dvorovoji  kot Domovoji so se razvili iz prvotnih hišnih duhov, ki so bili hkrati duhovi domovanja in bližnje okolice. Po funkcionalni cepitvi so Domovoji ohranili vodilno vlogo kot duhovi domovanja, Dvorovojem pa je preostalo dvorišče oziroma okolica doma, poleg tega pa so Dvorovoji veljali za bolj zlohotne.  Oba tipa duhov imata praviloma gospodarjevo podobo. Domovoj in Dvorovoj sta  slovanska različica podobnih duhov pri Ugro-fincih, kjer poznamo duha prebivališča, ki se imenuje Korka-kuzo oziroma Korka-murt. Ljudje so Dvorovojem izkazovali  manj časti kakor pa Domovojem, in če so bili mnenja, da jim preveč nagajajo, so proti njim sprožili celo kazenske ukrepe (na ograjo so navezali mrtve srake, ki naj bi jih Domovoj in Dvorovoj sovražila, ali pa so na ograjo prislonili vile, polne gnoja). Dvorovoji naj bi sovražili vse živali z belim kožuhom, pomirilo pa naj bi jih žrtvovanje črne ovce. 